# پم و تامی

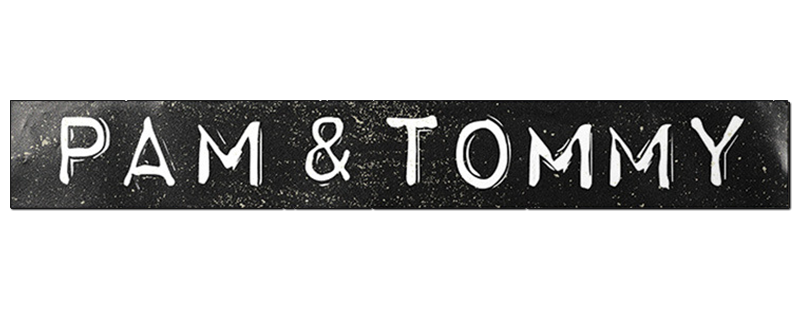
پم و تامی

پم و تامی (به انگلیسی: Pam & Tommy)، یک مینی‌سریال آمریکایی به کارگردانی کریگ گیلسپی در ژانر درام، بیوگرافی و کمدی بر اساس زوج تامی لی و پاملا اندرسون است.

## داستان
داستان این سریال، به ازدواج و لو رفتن ویدئوی رابطه پاملا اندرسون (بازیگر و مدل) و تامی لی (موزیسین) و اتفاقاتی که بین آن‌ها رخ داده‌است، می‌پردازد.

## بازیگران
- لیلی جیمز (پاملا اندرسون)
- سباستین استن (تامی لی)
- ست روگن
- نیک آفرمن
- تیلور شیلینگ